# PTV
El PTV fou un microcotxe fabricat per l'empresa catalana Automóviles Utilitarios, S.A. (AUSA) a Manresa, Bages, entre el 1956 i 1961. Va ser una de les marques de microcotxes catalans de major difusió a l'estat espanyol junt al Biscúter. A diferència d'aquest, del Goggomobil basc i de l'Isetta espanyol, era l'únic de disseny i fabricació estrictament locals. També hi ha qui el considera un dels microcotxes fabricats a l'estat més bonics (especialment les versions bicolors).

## Història
La història comença amb els vehicles que els germans Tachó havien desenvolupat durant els anys 1950 (La Balena) i 1956 (El Coca), dels quals se'n va construir una sola unitat de cadascun. A partir d'aquest últim es va pensar a desenvolupar un microcotxe en sèrie, per a la qual cosa Guillem Tachó, el seu germà Antoni, Maurici Perramón i Josep Vila van fundar el 4 de maig de 1956 l'empresa AUSA. De les inicials dels cognoms sorgeix la marca, PTV.

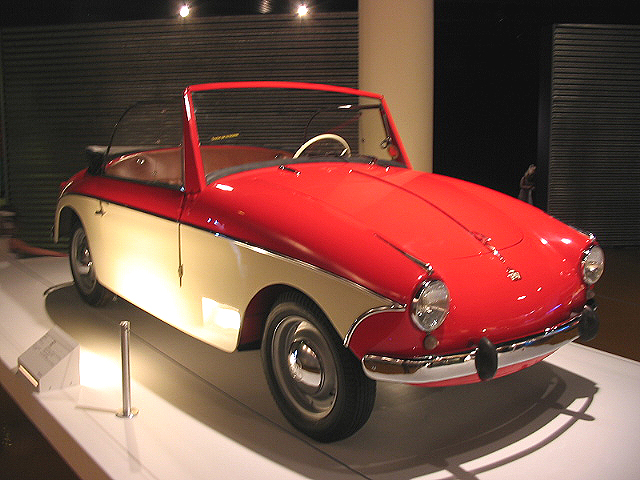
PTV 250

El primer model va ser el PTV 250 de 1956. Era un atractiu descapotable de dues places (2/3 segons la publicitat de l'època) amb motor posterior monocilíndric de 250cc, que amb una potència d'11 cv assolia els 75 km/h. N'hi havia dues versions, amb portes i sense. En total se'n van arribar a produir 1.100 unitats fins a 1961, la qual cosa el situa com al quart microcotxe de major producció a l'estat, després del Biscúter, el Goggomobil i l'Isetta. Els preus oscil·laven entre les 44.500 i les 55.000 pessetes. Es varen comercialitzar a tota la península Ibèrica.
Sobre la base del PTV 250 es van fabricar 45 vehicles comercials entre 1959 i 1961. Disposaven de poca capacitat de càrrega en portar el motor darrere. Se'n va fabricar un prototipus amb motor al davant que durant anys va ser utilitzat per AUSA com a vehicle de transport.
També es va fer un prototip del model PTV 400. Dotat d'un potent motor bicilíndric de dos temps amb compressor i enginyoses solucions tècniques, però no es va arribar a produir, ja que el seu desenvolupament tardà (1961) va coincidir amb l'apogeu del Seat 600.
La producció de microcotxes es va detenir en 1961, la qual cosa no va significar la fi de l'empresa, ja que amb gran visió comercial havien desenvolupat el 1961 una espècie de vehicle de trabuc que donaria lloc al famós Dumper. Actualment AUSA és líder mundial en aqueix mercat i en el dels carretons elevadors fins a 3 Tn.